# Philippe Meier
Pour les articles homonymes, voir Meier.
Cet article possède un paronyme, voir Philippe Meyer.
 (septembre 2023).
Philippe Meier, né le 30 juillet 1962 à Genève, Suisse, est un architecte suisse.

## Biographie
Philippe Meier est un architecte formé à l’École polytechnique fédérale de Lausanne dont il est diplômé en 1987. Dans le cours de sa formation il suit l’enseignement de Franz Fueg, de Bernard Huet, de Jean-Marc Lamunière (auquel il consacrera une monographie) et d’Alessandro Anselmi, (chez qui il travaillera à Rome entre 1989 et 1990). De cet enseignement il «a retenu le pouvoir évocateur des formes géométriques simples et de la mise en œuvre de matériaux élémentaires». À son retour d’Italie, il fonde son agence à Genève en 1990 et se consacre à la participation à de nombreux concours d’architecture publique. Dès 1998 il crée «meier + associés architectes», avec plusieurs associés successifs.
Sa production architecturale commence au milieu des années quatre-vingt-dix par une série de commandes publiques, et quelques petits mandats privés. Ces premières œuvres sont caractérisées par «plusieurs formes de rationalité où se profilent autant de poétiques qui nous sensibilisent et interpellent nos «émotions raisonnées»». Cette période voit se réaliser un pavillon d’été au bord de l’eau, un chantier naval en bois, des «chambres extérieures» en béton et l’école du Chaucey à Coppet, près de Genève. Dans ce bâtiment scolaire se «manifeste d’un côté le bonheur calme qui résulte d’une bonne adéquation de la forme à l’usage, de l’autre côté un certain drame provenant de la brutalité du parti pris, qui penchent indéniablement du côté de la vérité et ignorent les métaphores».
Au début des années 2000, plusieurs concours remportés permettent à l’agence «meier + associés architectes» de toucher à des domaines divers : écoles, salle communales, cabane de montagne, bâtiments industriels. À travers ces réalisations, se met en place une approche de la matière et du paysage dans lequel «on peut aspirer à ce que la charge onirique d’un ouvrage puisse aller au-delà, par le choix d’une matérialité unitaire mais plus «contextualiste», permettant ainsi d’augmenter les opportunités de qualifier un paysage». Cette période permet de mettre en valeur l’approche du détail dont Philippe Meier dit qu’il «contrôle, in fine, la géométrie de l’espace selon des règles de composition envisagées par chaque auteur. La maîtrise du détail architectural intervient à plusieurs étapes de la conception du projet: à sa genèse, dont il peut être l’intuition même».
L’architecture de Philippe Meier est qualifiée de «fille du Mouvement Moderne, c’est-à-dire qu’elle est fille de ce Mouvement qui a placé au centre de ses préoccupations projectuelles les besoins fondamentaux de l’homme, en supprimant de la table de l’architecte non seulement l’«ornement», mais tout ce qui en tant que rhétorique et faussement symbolique cachait la vérité «de la forme»». Les réalisations de la deuxième moitié de la décennie sont faites de projets qui cherchent dans l’abstraction des volumes purs, une réponse à des environnements bâtis divers. «L’apport de Meier est celle d’une architecture qui n’accorde pas de concession à l’actualité éphémère et qui ne cherche pas à créer l’illusion. Il a une expression limpide prêt à se fondre à l’intérieur de la production collective de la connaissance, et c’est probablement ce qui constitue sa force».
En marge de son travail en agence, Philippe Meier effectue dès son retour d’Italie, une carrière académique au sein de l’École polytechnique fédérale de Lausanne, en tant qu’assistant, puis comme professeur invité à Lausanne et dans plusieurs universités françaises (Strasbourg, Nancy, Lyon). Ce métier d’enseignant, qu’il développe en complément de l’activité professionnelle requiert «un engagement personnel vis-à-vis de chaque élève afin de lui permettre un jour de dire je». Depuis 2015, il est enseignant à l'HEPIA, la haute école du paysage, de l'ingénierie et d'architecture de Genève, où il dispense un cours de théorie architecturale dans lequel il développe «une mise en perspective de l’apprentissage et de la compréhension de l’architecture contemporaine passe par une connaissance des écrits ainsi que des œuvres projetées ou construites qui ont marqué de leur empreinte les dernières décennies». Il est également professeur invité de projet d'architecture dans cette même école depuis 2018.
Il poursuit également en parallèle une activité d’écriture sur la théorie et le savoir de l’architecture, en tant que rédacteur pour diverses revues suisses, comme correspondant et à travers des articles dans des livres. Il s'intéresse principalement à la production genevoise des années d'après-guerre et celles de la contemporanéité, avec plusieurs ouvrages à la clé. Depuis 2014, il est l'auteur du  blogue « Architextuel » qui traite des sujets en rapport avec l'environnement et l'architecture, publié d'abord sur le site du journal hebdomadaire suisse romand l'Hebdo, puis, après sa fermeture en 2017, auprès du quotidien Le Temps (quotidien suisse). 
En amont de son activité d’architecte, il a exercé la profession d’architecte naval, ceci en parallèle de ses études (1983-1993). En 1983, il crée avec Sébastien Schmidt, un bureau à Genève qui se consacre au dessin de voiliers de compétition. Ce domaine d’activités de l’architecture leur permet de remporter la «Bourse fédérale des arts appliqués». Ses bateaux ont pour caractéristique une optimisation des contraintes et une analyse des matériaux. «En effet, un projet ne se limite pas au seul dessin des lignes d’eau ou au dimensionnement de la structure. L’architecte peut exploiter sur le plan esthétique les richesses formelles qu’offrent les différents matériaux de la construction navale en déclinant toutes les potentialités lors de la conception des formes et des détails. Cet état d’esprit transparaîtra ensuite sur l’harmonie du voilier». Plusieurs titres sont remportés par les voiliers dessinés par le duo Meier-Schmidt, associés à des skippers de renom comme Marc Pajot, Philipe Durr ou Christian Wahl. 

## Principales réalisations "meier + architectes associés"
- 1994/1996 - Chantier naval, Tannay, Vaud
- 1994/1996 - Pavillon du lac, Mies, Vaud
- 1996/1999 - Collège du Chaucey, Coppet, Vaud
- 1997/1999 - Transformation de la Villa «La Concorde», Genève
- 1997/2001 - Bâtiment artisanal, La Pallanterie, Lausanne
- 1998/1999 - «Chambres extérieures», Veyrier, Genève
- 2000/2006 - Lundin Petroleum, La Pallanterie, Genève
- 2000/2003 - Cabane «Topali», Saint-Nicolas, Valais
- 2000/2003 - Villa CP, Corsier, Genève
- 2001/2004 - École technique «CIFOM», Le Locle, Neuchâtel
- 2001/2004 - Collège «Les Pressoirs», Lonay, Vaud
- 2002/2003 - Villa B, Bressaucourt, Jura
- 2003/2009 - Villa A, Corsier, Genève
- 2003/2007 - Piscine thérapeutique de l'hôpital, Landeyeux, Neuchâtel
- 2003/2008 - «Centre d’instruction au combat», Place d’armes de Bure, Jura
- 2004/2006 - Immeuble d’angle, Genève
- 2005/2012 - Pont sur le Rhône, Les Evouettes, Valais et Vaud
- 2005/2011 - Rénovation musée d’histoire naturelle, architecte R. Tschudin (1961-65)Genève
- 2007/2011 - 120 logements sociaux, route de Meyrin, Genève
- 2008/2012 - Centre de contrôle autoroutier, Saint-Maurice, Valais
- 2008/2015 - Extension du service d’oncologie et du restaurant du CHUV, Lausanne
- 2008/2019 - Médiathèque et archives cantonales du Valais, Sion
- 2009/2016 - École de commerce «Raymond Uldry», Genève
- 2011/2016 - Restauration de l'immeuble «Miremont-le-Crêt», architecte M.-J. Saugey (1953-57), Genève
- 2012/2017 – Rénovation et extension de l'école des «Perraires», Collombey-Muraz
- 2012/2017 – Immeuble de logements à la campagne, Presinge, Genève

## Enseignement
- 1990/2000 - Assistant à l’École polytechnique fédérale de Lausanne
- 2001/2005 - Professeur invité (cours CFSS) à la Fédération vaudoise des entrepreneurs
- 2003/2004 - Professeur invité à l’École nationale supérieure d'architecture de Strasbourg
- 2004 - Professeur invité à l’École nationale supérieure d'architecture de Nancy
- 2004/2005 - Professeur invité à l’École polytechnique fédérale de Lausanne
- 2007/2008 - Professeur invité à l’École nationale supérieure d'architecture de Lyon
- 2015/actuel – Professeur invité à la HEPIA, Genève

## Principales expositions
- 1997 - «...impressions d’espace», Galerie Centre d’art en l’Ile, Genève, (avec Th. Reverdin, installation artistique: mag)
- 1999 - «Matière-paysage-projet», École d’architecture de Strasbourg
- 2001 - «Material und Landschaft», Architekturfoyer, ETH Hönggerberg, Zurich
- 2001 - «Matière et paysage», École d’ingénieurs de Genève
- 2005 - «rendez-vous...13012005», Forum d’architectures Lausanne, (avec Xaveer de Geyter)
- 2005 - «en visite», Forum d’architectures Lausanne, du 4 au 26 juin 2005
- 2007 - «Transchablaisienne - projeter ensemble», EPFL-ENAC, Lausanne
- 2009 - «carte blanche n°7», Forum d’architectures Lausanne (avec Merlini-Ventura, Pierre-Alain Dupraz)
- 2011 - «maa at work», HEPIA, Genève
- 2011 - «maa at work», Architekturgalerie Luzern, Lucerne
- 2012 – «maa at work», Haute École d'ingénierie et d'architecture de Fribourg, Fribourg
- 2013 – «maa at work», LOCI, Bruxelles
- 2014-2017 – «Cities connection Geneva Barcelona», Barcelone, Taragone, Genève, Lugano

## Principaux écrits
- 1991 - «Dessin-Dessein», in Archimade no 33, GPA, Lausanne, septembre 1991
- 1993 - «Villa Dall’Ava», in Archimade no 40, GPA, Lausanne, juin 1993
- 1993 - «D’une exposition à l’autre», in Archimade no 41, GPA, Lausanne, septembre 1993
- 1994 - «Ruines du Mouvement Moderne», in Archimade no 43, GPA, Lausanne, mars 1994
- 1995 - «À propos de la Casa di Formia», in Archimade n°49, GPA, Lausanne, septembre 1995
- 1996 - «Quelle église pour le troisième millénaire», in Archimade no 51, GPA, Lausanne, mars 1996
- 1996 - «La maison de campagne en briques», in Archimade no 52, GPA, Lausanne, juin 1996
- 1997 - «L’école en question - Cent ans d’école nouvelle» (avec R. Ruata), in Archimade no 56, GPA, Lausanne, juin 1997
- 1997 - «Kindergartenhaus à Wiedikon», in Archimade no 56, GPA, Lausanne, juin 1997
- 2000 - «De la restauration», in Villa et jardin La Concorde, édition Ville de Genève, Genève, 2000
- 2000 - «Matière et paysage», in meier & associés architectes, projets, réalisations 1990-1999, édition Payot Lausanne - ITHA, Lausanne, juin 2000
- 2002 - «L’importance de la pensée modulaire dans les architectures de Ludwig Mies van der Rohe et Dominique Perrault», in Matières n°5, ITHA-PPUR, Lausanne, 2002
- 2005 - «Faiseur d’écoles», in AS - Architecture Suisse no 156, éditions Anthony Krafft, Pully, 2005
- 2005 - «Franz Fueg», in AS - Architecture Suisse no 158, éditions Anthony Krafft, Pully, 2005
- 2006 - «Une architecture moderne à la montagne», in Densifier le paysage, des logements pour la station de Flaine, ENAC-EPFL, Lausanne, novembre 2006
- 2007 - «La villa, objet de synthèse» (avec B. Marchand), in Jean-Marc Lamunière architecte, édition FAS_Genève, Genève 2007
- 2007 - «Figure imposée», in Werk, Bauen + Wohnen, Verlag Werk AG, Zurich, mars 2007
- 2008 - «Wiederentdeckung eines Meisters», in Werk, Bauen + Wohnen, Verlag Werk AG, Zurich, décembre 2008
- 2009 - «Densifier», in Densifier, ENSAL, Lyon, France, mars 2009
- 2009 - «Construire la ville dans la montagne», in Heimatschutz - Patrimoine n°2/2009, Verlag Werk AG, Zurich, 25 mai 2009
- 2010 - «Une nouvelle approche modulaire?», in Viso Architecture n°1/2010, Docu Media Schweiz GmbH, Rueschlikon, janvier 2010
- 2010 - «L’ingénieur comme partenaire dans la conception» (avec A. Muttoni), in Viso Architecture n°4/2010, Docu Media Schweiz GmbH, Rueschlikon, août 2010
- 2012 – «Le savoir et l’intuition», in Pérennité, PPUR, Lausanne, 2012
- 2012 – «Etre moderne ou ne pas être», in Marc-Joseph Saugey architecte, édition FAS_Genève, Genève, 2012
- 2015 – Jean-Marc Lamunière, Philippe Meier, L’architecture à Genève XXIe siècle, Infolio Editions, Gollion, 2015
- 2015/2019 – «textes pour GVArchi », application mise en ligne le 12 novembre 2015

## Principales publications
- 1997 - Arduino Cantofora (préface de), ...impressions d’espaces, édition NLDA, Genève
- 2000 - Christian Hauvette, Bruno Marchand, Philippe Meier (avec des textes de), meier & associés architectes – projets, réalisation 1990–1999, édition ITHA–Payot, Lausanne
- 2000 - Martine Kolliker, Philippe Meier (avec des textes de ), Villa et jardin – «La Concorde», édition Ville de Genève, Genève
- 2005 - Philippe Meier (avec un texte de), 3+1 04, édition Infolio, Gollion
- 2006 - Aykut Köksal (avec un texte de),«meier & associés», Arredamento Mimarlik n° 2006/04, Istanbul, Turquie
- 2007 - Architektur neue Schweiz, Verlaghaus Braun, Berlin
- 2008 - 360° modern architecture», Sandu publications, Hong Kong, Chine
- 2011 - Alberto Alessi, Alessandro Anselmi, Luca Deon, Christian Dupraz, Aurelio Muttoni, (avec des textes de), maa at work – projets meier + associés architectes, édition Infolio, Gollion (versions française, anglaise et allemande)
- 2019 – Heinz Wirz, Renato Salvi, Caspar Schärer, Christoph Wieser, Philippe Meier, (avec des textes de), meier + associés architectes, De aedibus 78, Quart Verlag, Lucerne (versions française, anglaise et allemande)

## Architecture navale
- 1986 - Catamaran F28, «Miss Julie» (1er au championnat d’Europe, 1986 et 1988)
- 1987 - Catamaran 30’, «Virus 30» (9e au Bol d’or 1988, 5e au Bol d’or 1998)
- 1989 - Catamarans F28, «Charleston», «VDB-Communication» (1er au championnat du monde 1990, 2e au ch. d’Europe 1989, 1990 et 1991)
- 1989 - Voiliers 5.5 MJI, «Chlika Chlika», «Ali-Baba», «Romeo & Giulietta», «Skylla», Artemis X», «John B» (4e au championnat suisse, 1er au ch. d’Europe 1990, 1er au ch. suisse 1991, 1er ch. du monde 1991, 1er au ch. du monde 1992, 1er au ch. suisse 1992, 1er ch. d’Europe 1992, 3e au ch. du monde 1994, 3e au ch. du monde 2005)
- 1991 - Trimaran F28, «Saga Synergie Var»
- 1991 - Voiliers 5.5 MJI, «Zen», «La Fayette» (4e au championnat d’Europe 1992)
- 1993 - Voiliers 5.5 MJI, «The Sting», «Baba-Jaga», «Marie-Françoise X», «Fortuna» (1er au championnat d’Europe 1993, 3e et 4e au ch. du monde 1996, 3e au ch. d’Europe 1997, 1er au ch. suisse 1998, 2e au ch. du monde 1998)